# James Manjackal

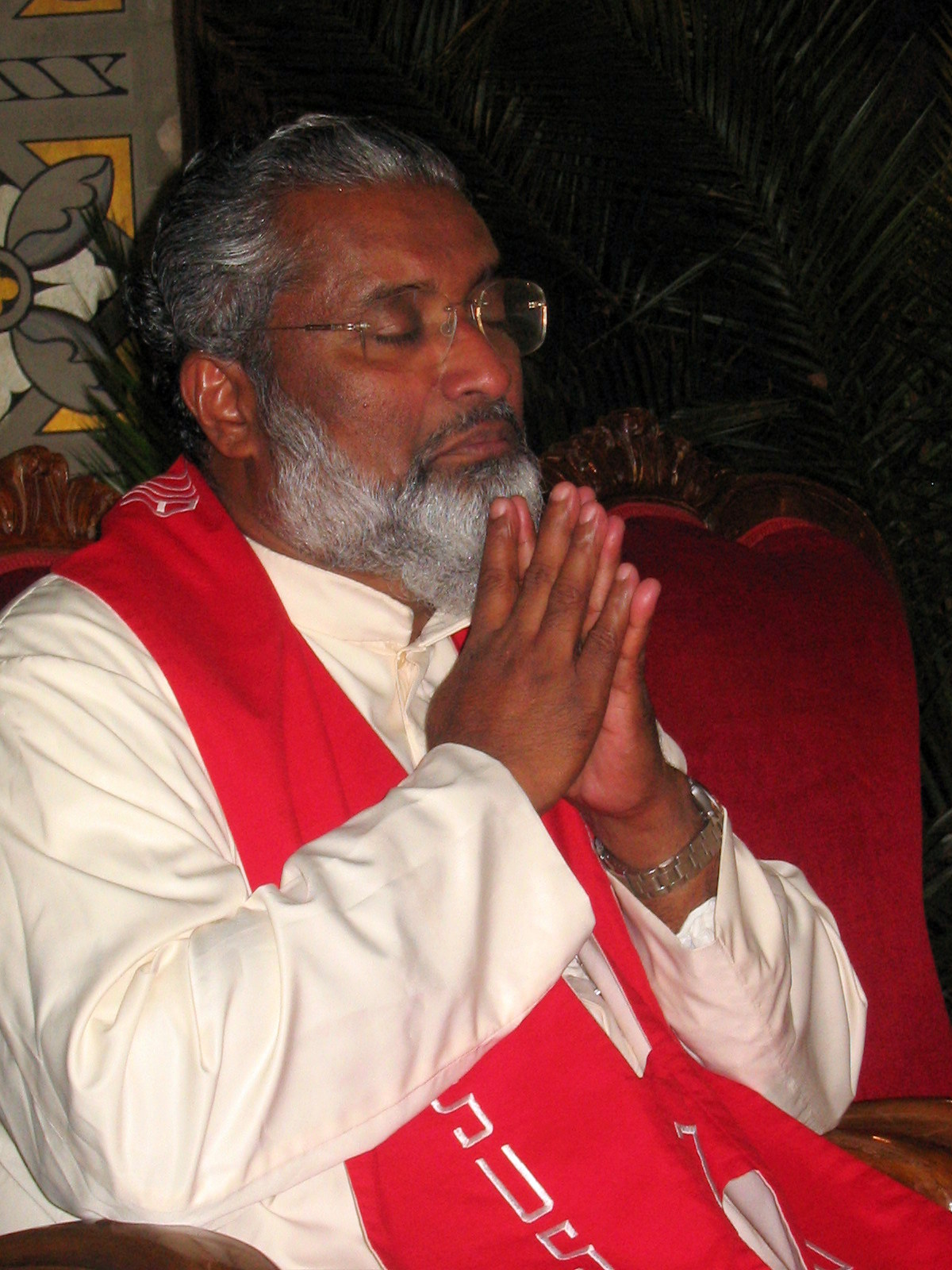
James Manjackal

James Manjackal M.S.F.S. (* 18. April 1946 in Cheruvally bei Kottayam, Indien) ist ein römisch-katholischer Priester der Ordensgemeinschaft der Missionare des hl. Franz von Sales und ein bedeutender Mitarbeiter in der römisch-katholischen charismatischen Bewegung.

## Leben
James Manjackal wurde im indischen Bundesland Kerala geboren, wo die Christen eine starke Minderheit bilden. Dort wurde er am 23. April 1973 im Orden der Missionare des hl. Franz von Sales zum Priester geweiht. Seither unternahm Manjackal Evangelisationsreisen in 87 Länder auf allen Kontinenten, darunter Reisen in die USA, Deutschland, Slowenien, Kroatien, Bosnien-Herzegowina, Serbien und Österreich. Ebenfalls führte Manjackal Evangelisationsreisen in islamisch geprägte Länder durch, wie Saudi-Arabien, Jemen und die Vereinigten Arabischen Emirate.
Sein priesterlicher Dienst umfasst Tagungen, Seminare und Exerzitien, die Feier von Heilungsgottesdiensten, zudem die Leitung von Evangelisationsschulen. Selbst gründete James Manjackal 1989 das Exerzitienzentrum „Charis Bhavan“ in Kerala, dem er sechs Jahre als Direktor vorstand. Zudem verfasste er viele Bücher zur Charismatischen Erneuerung in der römisch-katholischen Kirche. Seine Werke, die zugleich seinen priesterlichen Dienst widerspiegeln und damit verbundene Ereignisse und Erlebnisse erzählen, wurden in vielen Sprachen veröffentlicht, darunter auch auf Deutsch.